# Terapia

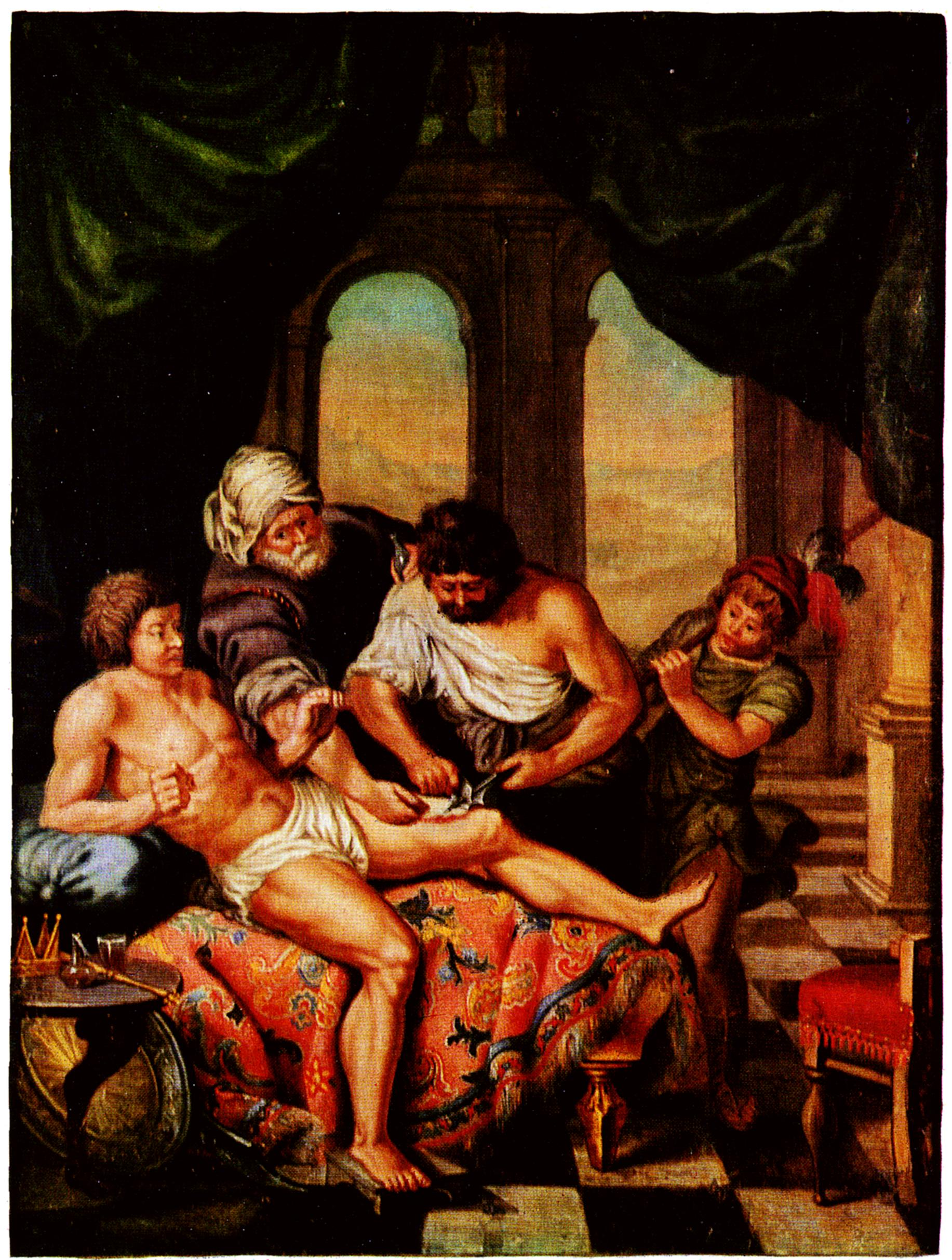
Trattamento di una ferita causata da una lancia, in un dipinto della seconda metà del XVII secolo (Museo Semmelweis di storia della medicina a Budapest)

La terapia (dal greco antico θεραπεία?, therapèia), in medicina, è lo studio e l'attuazione concreta di quanto necessario per portare alla guarigione delle malattie attraverso mezzi e metodi idonei; è anche la relativa branca della medicina che tratta della cura delle malattie; è anche l'insieme dei metodi usati per la guarigione di malattie o ferite, per prevenirne l'insorgenza, o per alleviarne i sintomi.
In psicologia si parla più prettamente di psicoterapia, ovvero l'uso di strumenti non invasivi, non chirurgici, non elettromedicali e non farmacologici tesi al recupero e/o alla correzione di un disturbo mentale o una condizione di alterazione psicologica o psico-sociale.

## Definizione
Le terapie sono misure aventi lo scopo di riportare uno stato patologico a uno stato sano e rendere sopportabile la manifestazione di sintomi disagevoli.
Concretamente il significato di terapia dipende quindi dalle definizioni di salute, patologia e dagli strumenti diagnostici a disposizione per distinguerle tra di loro. Le definizioni di salute e malattia lasciano numerosi margini di ambiguità.
Ippocrate citava come strumenti terapeutici del medico: il tocco, il rimedio, la parola.
La terapia (o cura) è quindi un concetto generale e applicabile a qualsiasi attività volta ad alleviare, ridurre o estinguere uno stato di disagio. Es. "quell'abbraccio è stato terapeutico", "la migliore terapia è stata l'esperienza", ecc. In ambito strettamente sanitario le terapie sono generalmente protocollate e possono essere rilasciate da esercenti una professione riconosciuta sanitaria (es. medico, psicologo, biologo, ecc.). Ciò che distingue la terapia come concetto dalla terapia come attività sanitaria è l'uso degli strumenti utilizzati, strumenti che la legge può riservare a specifiche categorie professionali.
Lo psicanalista Michael Balint sosteneva tuttavia l'importanza della relazione col paziente come principale forma di terapia, nel senso autentico di «cura», cioè della dedizione affettiva da parte del medico che diventa in tal modo lui stesso un farmaco.

## Tipi di terapie
Le terapie vengono solitamente classificate in terapie farmacologiche, terapie chirurgiche, terapie preventive (o profilassi), terapie di sostegno o supportive, terapie psicologiche o psicoterapie, terapie riabilitative e terapie palliative che alleviano i sintomi ma non sono finalizzate alla guarigione (es. terapia del dolore).